# Kurt Zeitzler
Kurt Zeitzler (9 de junho de 1895 – 25 de setembro de 1963) foi um dos chefes do Estado-Maior da Wehrmacht, as forças armadas da Alemanha Nazista, durante a Segunda Guerra Mundial.

## Vida
Kurt Zeitzler vem de uma família de pastores no Spreewald. Depois de passar em seu exame de conclusão de curso na escola de gramática humanista em Luckau, ele se juntou ao 4º Regimento de Infantaria da Turíngia No. 72 em Torgau em 23 de março de 1914 como alferes, com o qual ele entrou na Primeira Guerra Mundial um pouco mais tarde. Como tenente (desde dezembro de 1914) comandou, entre outras coisas, uma companhia pioneira. No final da guerra, foi primeiro-tenente e ajudante regimental.
Após sua transferência para o Reichswehr, ele serviu, entre outras coisas, como ajudante de batalhão e líder de pelotão no 18º Regimento de Infantaria. A partir de 1926, completou sua formação como assistente de guia em vários quadros de divisão e foi promovido a capitão em janeiro de 1928. A partir de 1929 serviu por três anos no estado-maior da 3ª Divisão em Berlim e depois como comandante da companhia no 9º Regimento de Infantaria (Prussiano) em Berlim-Lichterfelde. Em fevereiro de 1934, foi transferido para o Ministério do Reichswehr e um pouco mais tarde promovido a major. Tenente-coronel desde janeiro de 1937, Zeitzler trabalhou aqui pela última vez no Departamento de Defesa Nacional do Escritório de Comando da Wehrmacht no OKW. Em abril de 1939, assumiu como comandante do 60º Regimento de Infantaria em Lüdenscheid e foi promovido a coronel em 1º de junho.
Durante a mobilização para a invasão da Polônia no final de agosto de 1939, ele foi nomeado Chefe do Estado-Maior do recém-formado XXII Corpo de Exército (motorizado) sob Ewald von Kleist, que foi implantado na ala direita do 14º Exército. Na Campanha Ocidental de 1940, ele organizou a implantação do que era hoje o "Panzergruppe Kleist", que desempenhou um papel decisivo na implementação do "plano de corte de foice". Com o Panzergruppe 1, formado em novembro de 1940 sob o comando de von Kleist, ele participou da campanha dos Balcãs em abril de 1941 e foi condecorado com a Cruz de Cavaleiro da Cruz de Ferro em 18 de maio. Durante o ataque à União Soviética, Panzergruppe (desde 5 de outubro 1º Exército Panzer) formou a ponta de lança do Grupo de Exércitos Sul avançando para a Ucrânia.
Zeitzler foi promovido a major-general em 1 de fevereiro de 1942. Em abril daquele ano, tornou-se Chefe do Estado-Maior do Grupo de Exército D/Comandante-em-Chefe Oeste na França ocupada sob o comando do marechal de campo Gerd von Rundstedt. Após a demissão do Coronel General Franz Halder em 24 de setembro de 1942, foi nomeado seu sucessor como Chefe do Estado-Maior do Exército – com promoção simultânea a General de Infantaria. Ao nomear Zeitzler como Chefe do Estado-Maior e, portanto, seu conselheiro mais próximo da Frente Oriental, Hitler esperava obter mais apoio para sua arriscada guerra.
Quando, no final do outono de 1942, se tornou evidente que o ataque alemão a Stalingrado fracassaria, e especialmente após o cerco do 6º Exército, graves conflitos com Hitler surgiram, pois Zeitzler, por insistência do Comandante-em-Chefe do 6º Exército, o Coronel General Friedrich Paulus, pediu várias vezes para concordar com uma retirada ou uma fuga tardia do cerco. Este pedido foi categoricamente rejeitado por Hitler. Zeitzler então reduziu sua própria ingestão de alimentos às rações das tropas presas em Stalingrado. Depois de perder 12 kg de peso dessa forma, Hitler ordenou que ele parasse de fazê-lo.
Após o fim da Batalha de Stalingrado no início de fevereiro de 1943, Zeitzler conseguiu obter ordens de retirada para as tropas que lutavam no arco frontal de Rzhev a oeste de Moscou e no bolsão de Demyansk. Significativamente envolvido nos planos originais da Operação Cidadela, ele se recusou a assumir a responsabilidade por ela após seu fracasso, já que Hitler havia adiado a data do ataque várias vezes contra seu conselho.
Em 30 de janeiro de 1944, no mesmo dia que Alfred Jodl, foi promovido a coronel-general. Quando Zeitzler percebeu a inutilidade de continuar lutando após a série de derrotas da Wehrmacht que se seguiu à Batalha de Kursk até meados de 1944, mais recentemente o colapso do Grupo de Exércitos Centro, ele pediu a Hitler várias vezes em vão para sua substituição. Como resultado, Zeitzler ligou doente no início de julho. O chefe do departamento de operações do Estado-Maior, tenente-general Adolf Heusinger, serviu como seu vice até ser ferido na tentativa de assassinato de 20 de julho de 1944. O coronel general Heinz Guderian foi então encarregado de cuidar do negócio.
Zeitzler não estava envolvido na conspiração contra Hitler que levou à tentativa de assassinato. Seu ajudante Günther Smend tentou em vão convencê-lo a participar. No entanto, como vários de seus subordinados foram condenados ou suspeitos de envolvimento, Zeitzler sentiu-se compelido a afirmar sua lealdade ininterrupta em uma carta pessoal a Hitler. Depois de ter sido transferido para a Reserva do Führer em meados de agosto de 1944, ele foi informado em novembro de 1944 pelo Chefe do Pessoal do Exército, Tenente-General Wilhelm Burgdorf, que, sob as instruções de Hitler, nenhum outro destacamento foi planejado. Em 31 de janeiro de 1945, Zeitzler foi finalmente demitido da Wehrmacht, embora tenha sido proibido de usar o uniforme por mais tempo. Seus esforços para se defender deste decreto com a ajuda de Rundstedt e mais tarde Albert Speer não tiveram sucesso.
Após o fim da Segunda Guerra Mundial, Zeitzler foi um prisioneiro de guerra britânico até o final de fevereiro de 1947. Ele apareceu como testemunha de defesa nos Julgamentos de Nuremberg e, em seguida, colocou-se à disposição da Seção de História Operacional (Alemã) da Divisão Histórica do Exército dos EUA.